# Liste der Eingemeindungen in die Stadt Naumburg (Saale)
Mit der Eingemeindung der Stadt Bad Kösen und weiterer Orte als derzeit letzte Eingemeindungen in die Stadt Naumburg (Saale) gehört die Stadt zu den flächengrößeren Städten in Sachsen-Anhalt.
In der ersten Tabelle stehen alle ehemaligen Gemeinden, die direkt nach Naumburg (Saale) eingemeindet wurden. Die ehemalige Gemeindefläche ist oft nicht nachweisbar. Die Gemeinden, die am selben Tag eingemeindet wurden, werden in alphabetischer Reihenfolge aufgeführt.
In der zweiten Tabelle stehen die ehemals selbständigen Gemeinden in alphabetischer Reihenfolge, die (zunächst) nicht nach Naumburg (Saale), sondern in eine andere Gemeinde eingegliedert wurden. 

## Eingemeindungen in die Stadt Naumburg (Saale)
Die Eingemeindungen fanden am 6. November 1905 (eine Gemeinde), am 1. Juli 1950 (zwei Gemeinden), im Jahr 1991 (zwei Gemeinden), am 1. April 1992 (Flemmingen), im Jahr 1994 (zwei Gemeinden) und am 1. Januar 2010 (vier Gemeinden) statt.
| Ehemalige Gemeinde | Datum      | Zuwachs in ha |
| ------------------ | ---------- | ------------- |
| Grochlitz          | 06.11.1905 |               |
| Altenburg (Saale)  | 01.07.1950 |               |
| Schellsitz         | 01.07.1950 |               |
| Neidschütz         | 01.07.1991 |               |
| Wettaburg          | 01.10.1991 |               |
| Flemmingen         | 01.04.1992 |               |
| Eulau              | 01.04.1994 |               |
| Kleinjena          | 01.06.1994 |               |
| Bad Kösen          | 01.01.2010 | 3572          |
| Crölpa-Löbschütz   | 01.01.2010 | 782           |
| Janisroda          | 01.01.2010 | 381           |
| Prießnitz          | 01.01.2010 | 649           |

## Eingemeindungen in selbständige Orte, die später in die Stadt Naumburg (Saale) eingemeindet wurden
Die Eingemeindungen fanden in der Zeit vom 1. Juli 1950 bis zum 1. Januar 1993 statt.
| Ehemalige Gemeinde | Datum                 | Anmerkung                                                  |
| ------------------ | --------------------- | ---------------------------------------------------------- |
| Boblas             | 01.01.1957            | Eingemeindung nach Neidschütz                              |
| Freiroda           | 01.09.1965            | Eingemeindung nach Crölpa-Löbschütz                        |
| Großwilsdorf       | 01.07.1961            | Eingemeindung nach Kleinjena                               |
| Hassenhausen       | 01.07.1972            | Eingemeindung nach Bad Kösen                               |
| Heiligenkreuz      | 15.03.1974            | Eingemeindung nach Crölpa-Löbschütz                        |
| Kleinheringen      | 01.01.1991            | Eingemeindung nach Bad Kösen                               |
| Meyhen             | 01.07.1950            | Eingemeindung nach Wettaburg                               |
| Punschrau          | 01.07.1950 01.01.1959 | Eingemeindung nach Möllern, Umgliederung nach Hassenhausen |
| Saaleck            | 01.07.1950            | Eingemeindung nach Bad Kösen                               |
| Schieben           | 01.01.1993            | Eingemeindung nach Bad Kösen                               |
| Tultewitz          | 01.01.1957            | Eingemeindung nach Schieben                                |